# 北岗镇
北岗镇，是中华人民共和国吉林省白山市抚松县下辖的一个乡镇级行政单位。

## 行政区划
北岗镇下辖以下地区：
北岗村、东泉村、西泉村、大川村、大顶子村和蒲春河村。